# Itbayat
Itbayat, anteriormente conocido como Santa María de Mayan, es un municipio de quinta categoría perteneciente a  la provincia de  Batanes en la Región Administrativa de Valle del Cagayán, también denominada Región II. 

## Geografía
Se trata de un grupo de islas  situado al norte de  la isla  de Batán pertenecientes al archipiélago de las Batanes, situado en el estrecho de Luzón entre la isla de  Luzón y  la  de Formosa. Este grupo de islas constituyen la provincia filipina más septentrional siendo Itbatat el municipio más situado al norte. La isla de Mavudis o Y'ami, deshabitada, se encuentra solamente 224 kilómetros de Taiwán.
Tiene una extensión superficial de 83.13 km² y según el censo del 2007, contaba con una población de 3,069 habitantes, 2.988 el día primero de mayo de 2010
Otras islas deshabitadas son las de Mabudin y Siagan, situadas al norte de Itbayat, y Diogo, situada al Este.

### Ubicación
| Noroeste:Estrecho de Luzón        | Norte: Isla de Formosa Canal de Bashi | Noreste: Océano Pacífico    |
| Oeste: Mar de la China Meridional |                                       | Este: Océano Pacífico       |
| Suroeste: Sabang                  | Sur: Isla de Batan                    | Sureste: Canal de Balintang |

### Barangayes

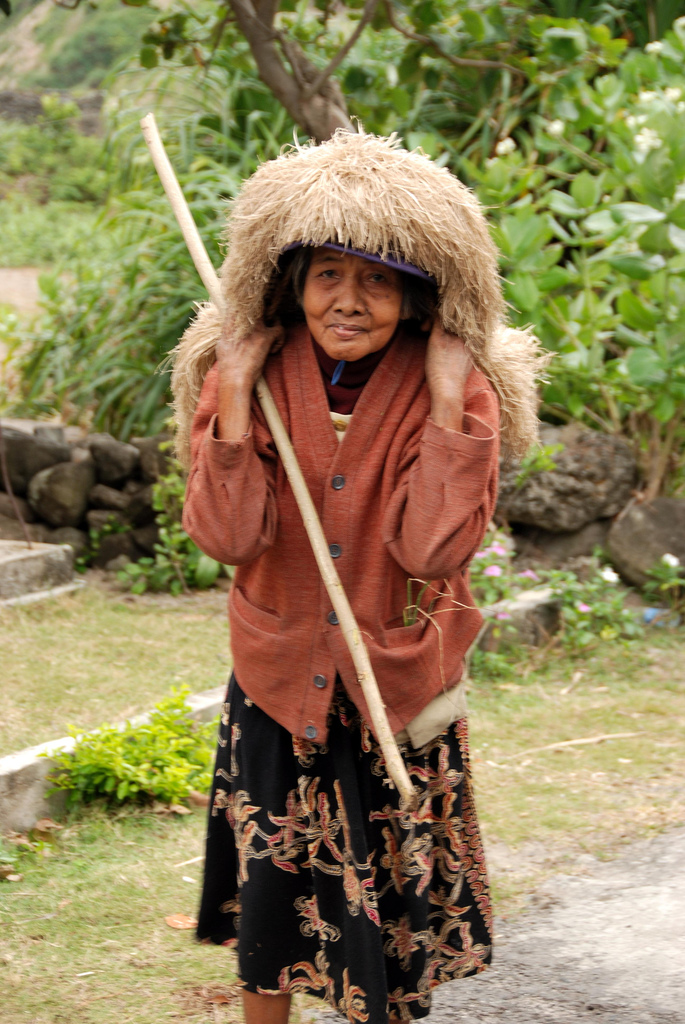
Una ivatán.

Itbayat se divide administrativamente en 5 barangayes o barrios, todos tienen carácter rural.
| Barangay                  | Población (2010) | Código (2012) |
| ------------------------- | ---------------- | ------------- |
| San José (Raele)          | 442              | 020902006     |
| San Rafael (Idiang)       | 789              | 020902007     |
| Santa Lucía (Kauhauhasan) | 478              | 020902008     |
| Santa María (Marapuy)     | 438              | 020902009     |
| Santa Rosa (Kaynatuan)    | 841              | 020902010     |